# Объединённая партия сынов земли Малайзии
Объединённая партия сынов земли Малайзии (малайск. Parti Pribumi Bersatu Malaysia (PPBM)) — политическая партия в Малайзии.

## История
Основана 7 сентября 2016 года отколовшейся от ОМНО группировкой во главе с бывшим премьер-министром Махатхиром Мохамадом и заместителем премьер-министра Мухиддином Яссином, которые стали соответственно председателем и президентом партии. Вице-президентом избран сын Махатхира бывший главный министр штата Кедах Мухриз Махатхир.

## Цели партии
Партия отстаивает националистические идеи. В Уставе отмечается, в частности, что её целью является отстаивание идей малайского национализма для поддержания чести и достоинства нации, религии и страны, борьба за права малайцем и других сынов земли под лозунгом: вперёд к справедливости и процветанию.

## Членство в партии
Полноправное членство в партии открыто для «сынов земли», под которыми подразумеваются малайцы, коренные жители Сабаха и Саравака, а также аборигены (оранг асли). Для других национальностей предусмотрено ассоциированное членство (без права голоса и участия в выборах).

## Современное положение
На выборах 2018 года партия в составе коалиции Альянс «Надежда» пришла к власти. Махатхир стал премьер-министром, Мухиддин — министром внутренних дел.
23 февраля 2020 года партия заявила о выходе из альянса, спровоцировав кризис власти, а 24 февраля Махатхир подал в отставку с поста премьер-министра, но был оставлен королем временно исполняющим обязанности до назначения нового.